# Trogus fulvipes
Trogus fulvipes är en stekelart som beskrevs av Cresson 1868. Trogus fulvipes ingår i släktet Trogus och familjen brokparasitsteklar. Inga underarter finns listade i Catalogue of Life.